# Annemasse
Annemasse är en stad  och kommun i departementet Haute-Savoie i Frankrike. Annemasse ligger på fransk-schweiziska gränsen intill Genève i Schweiz, strax söder om Genèvesjön.  I praktiken är Annemasse en förort till Genève, med sammanhängande stadsbebyggelse mellan de två städerna.  År 2022 hade Annemasse 37 595 invånare, (56 726 med förorter).
Närmaste städer i Frankrike är Evian och Annecy.
Annemasse har till arrondissementet Saint-Julien-en-Genevois och består av två kantoner: Annemasse-Nord och Annemasse-Sud. Trots att en majoritet av invånarna i Annemasse röstar höger, har i alla val sedan 1977 vänsterledaren Robert Borel blivit stadens borgmästare. En paradox som låter sig förklaras av borgmästarens personlighet.[källa behövs]
Den 1 juni 2003 samlades 20-30 000 demonstranter här till en manifestation mot det G8-möte som hölls i närbelägna Évian. De allvarligaste incidenterna ägde rum i Genève, förutom stenkastning mot ett möte som arrangerades av socialistpartiet.

## Befolkningsutveckling
Antalet invånare i kommunen Annemasse
| Referens: INSEE |